# Oligomyrmex satanus
Oligomyrmex satanus är en myrart som beskrevs av Vladimir Aphanasjevich Karavaiev 1935. Oligomyrmex satanus ingår i släktet Oligomyrmex och familjen myror. Inga underarter finns listade i Catalogue of Life.